# Билијар
Билијар је израз који се односи на широк распон игара вештине у којима се користи билијарски штап „так“ за ударање кугли и њихово померање по билијарском столу који је у правилу пресвучен вуненим платном (чојом), а уоквирен гуменим ивицама (мантинелама).

## Употреба имена
Историјски је појам билијар обухватао цели спорт.
Иако се то име користи као генеричко име за све такве игре, употреба речи раслојила се на потпунија значења у одређеним групама људи и географским подручјима. На пример, у Уједињеном Краљевству реч билијар означава првенствено енглески билијар. У САД она се користи првенствено за карамбол. У Србији је та реч популаран синоним за осмицу, варијанту пул билијара, тј. билијарске игре са рупама.

## Варијанте игре
Игре у овом спорту уопштено се дијеле на три групе:
1. Карамбол билијар означава групу игара које се играју на столовима без рупа,
2. Пул билијар, углавном се игра на столовима са шест рупа. Подваријанте су:
  - осмица (најпопуларнија билијарска игра на свету),
  - деветка (9 ball pool),
  - десетка (10 ball pool),
  - 14-1 непрекидна игра (14.1 continuous),
  - „на једну рупу“ (one-pocket),
  - „преко мартинеле“ (bank pool),
3. Снукер, се технички сврстава у групу билијара са рупама, док се историјски разликује од осталих игара. Уз њега се такође вежу посебна култура и терминологија које га као игру одређују.
4. Победник побеђује, ако му упадне прво црна а касније бела лоптица.

## Историја
Билијар има дугу и богату историју која се протеже од свог почетка у 15. веку.
Од времена кад је 1586. сахрањено тело шкотске краљице Марије Стјуарт било умотано у платно са њеног билијарског стола, преко честог спомињања билијара у радовима Вилијема Шекспира (укључујући фамозан цитат: „Хајдемо на билијар“ у драми Антоније и Клеопатра), преко куполе дома Томаса Џеферсона која је скривала собу с билијарским столом, коју је крио јер је игра била забрањена у Вирџинији. Најпознатији љубитељи билијара били су и Моцарт, Абрахам Линколн, Луј XIV, краљ Француске, Марија Антоанета, Марк Твен, Џорџ Вашингтон, Наполеон Бонапарта, Чарлс Дикенс, Луис Керол, Петар II Петровић Његош те многи други.

## Општа правила[1]
Следећа општа правила важе за све набројане билијарске игре, осим када су општа правила искључена са неким од правила дате игре. Као додатак, Регулативе за билијарске игре покривају и аспекте игре који се не тичу директно само правила, као што су услови које мора да испуњава опрема која се користи, као и организација турнира.
| Тип игре                           | Пречник кугли |
| ---------------------------------- | ------------- |
| Руски билијар                      | 68 mm         |
| Карамбол                           | 61,5 mm       |
| „Амерички“ комплет кугли за осмицу | 57 mm         |
| Британска осмица                   | 56 mm         |
| Снукер                             | 52,5 mm       |
| Билијар намењен деци               | 51 mm         |

Пул игре (рупаш) билијара се играју на равном столу који је прекривен чојом и оивичен гуменим мартинелама. Играч користи штап (билијарски штап) којим удара белу куглу, а која затим погађа циљану куглу. Циљ игре је да се кугле које нишанимо убаце у једну од шест рупа које се налазе на ивицама стола. Игре се разликују на основу тога које кугле, на основу правила, су на реду да их гађамо и на основу захтева које морамо испунити да би победили у мечу.

### Играчева одговорност
Играчева је одговорност да буде упознат са свим правилима, регулативама и распоредима играња који се примењују на турниру, иако ће званични организатори турнира учинити све што је у њиховој моћи да те информације буду доступне свим играчима, највећи степен одговорности лежи на играчу.

### „Ближење“ беле кугле да би се одредило ко има предност почетног ударца (lag)
„Ближење“ беле кугле је први ударац у мечу уз помоћ којег се одређује којим редом ће играчи играти. Судија ће поставити по куглу са обе стране стола, на основну линију. Оба играча ће истовремено ударити кугле са циљем да оне ударе у мартинелу на другој страни стола, да се одбију и да се њихова кугла врати ближе мартинели која се налази иза основне линије и да јој буде ближа него противникова кугла.
Сматраће се да је овај ударац неправилан под следећим условима:
1. Ако бела кугла пређе линију која дели сто на два једнака дела и уђе на половину противника,
2. Ако додирне мартинелу на супротној страни стола више од једног пута,
3. Ако је кугла убачена у рупу или излети са стола,
4. Додирне неку од мартинела са стране,
5. Ако се бела кугла заустави унутар рупе у ћошку а иза линије мартинеле; Као додатак, сматраће се да је овај ударац неправилан ако се догоди било који од фаулова везаних за циљану куглу, осим фаула који се односи на куглу која се и даље креће

Играчи ће поновити ближење кугле ако:
1. Играч удари куглу пошто је кугла његовог противника већ ударила мартинелу,
2. Судија не може да одреди која је од две кугле ближа мартинели,
3. Оба ударца су неправилна

### Опрема коју играч сме да користи
Генерално гледајући, играчима није дозвољено да у мечевима користе неки нови тип опреме. Побројани начини коришћења опреме се сматрају за уобичајене и правилне. Ако играч није сигуран у вези са коришћењем неког дела опреме он би све своје недоумице везане за коришћење опреме морао да расправи са менаџером турнира непосредно пред почетак меча. Опрема мора да се користи само у сврху којој је намењена и на начин на који је предвиђено да се одговарајући део опреме користи.
1. Штап за билијар - Играчу је дозвољено да мења различите типове штапова током меча (штап за игру, штап за брејк), такође му је дозвољено и да током мече промени два или више штапова у оквиру сваког типа. Дозвољено му је да користи и неки тип продужетка који се шрафи или додаје на штап како би повећао дужину штапа,
2. Креда – Играчу је дозвољено да на врх штапа ставља креду како би смањио могућност лошег контакта са белом (miscue), дозвољено му је да користи и своју креду, али под условом да се она слаже са бојом чоје,
3. Продужеци – Играчу је дозвољено да користи до два продужетка за извођење једног потеза. Начин на који ће поставити те продужетке је ствар његовог избора. Играч може да користи и свој продужетак ако је он по облику сличан продужецима који се иначе користе,
4. Рукавице – Играчу је дозвољено да користи рукавицу током меча како би смањио трење између штапа и руке,
5. Пудер – Играчу је дозвољено да користи пудер у разумним количинама које је одредио судија

### Враћања кугли у игру
Кугле се враћају у игру, враћају се на сто тако што их стављамо на дугачку средишњу осу стола, али што ближе задњој тачки (то је тачка на задњој мартинели на коју стављамо прву куглу у троуглу када слажемо кугле за почетак партије) а између ове тачке и мартинеле. При томе, кугле које се враћају на сто не смеју никако да помере неку од кугли које су остале на столу. Ако је задња тачка заузета, куглу враћамо најближе тој тачки тако да она додирује куглу која се налази у тој тачки. Али, ако је бела кугла одмах поред кугле коју враћамо у игру, бела кугла не сме да се додирује са куглом коју враћамо у игру, мора се оставити минималан размак између те две кугле. Ако је цела линија између задње тачке и мартинеле заузета другим куглама, кугла коју враћамо у игру се ставља изнад задње тачке, али што је могуће ближе овој тачки.

### Бела кугла у руци (бела кугла може да се стави на било које место на столу)
У овој ситуацији играч може да стави белу куглу на било које место на столу и може да настави да помера и премешта белу куглу све док не изведе ударац . Играч може да користи било који део штапа да би померао белу куглу, али покрет штапа не сме да буде унапред. У неким играма и код већине „break“ удараца бела кугла мора да се постави у простор иза основне линије и онда могу да се користе дефиниције Лоше постављање беле кугле и дефиниција Неправилна игра са белом куглом иза основне линије.
Када играч који је на потезу има ситуацију у којој бела кугла мора да се стави иза основне линије и све кугле које он може да гађа су такође иза основне линије, он може да захтева да кугла која је најближа основној линији буде постављена на задњу тачку (foot spot). Ако су две кугле иза основне линије, а на истој удаљености од ње, играч мора да прецизира коју од две кугле жели да буде постављена на foot spot. Кугла која се налази тачно на основној линији се не може померати и играч мора њу да гађа.

### Најава поготка
У играма у којима је играч дужан да најављује своје потезе, кугла коју гађа и рупа у коју дату куглу жели да убаци морају да буду одређене, осим ако нису очигледне. Детаљи везани за ударац (као што су број мартинела које ће кугла погодити, или број кугли које ће кугла погодити) су небитни. Може да се најави само једна кугла током једног ударца. Да би најављени погодак био сматран легалним судија мора да буде сигуран да је дати потез био најављен, па ако постоји нека могућност нејасноће, као што су „прекуцавања“ кугли, играч мора да најави и прекуцавање и рупу у коју ће кугла ући. Ако судија или противник нису сигурни који је следећи потез, они могу да захтевају да играч који је на реду најави свој следећи потез.
У играма у којима се потези најављују играч може да одабере опцију да најави одбрамбени ударац а не куглу коју ће убацити у неку од рупа. Тада је његов противник на реду да игра. Да ли ће се примењивати правило о враћању кугли у игру после одбрамбеног ударца, зависи само до правила игре.

### Смиривање (умиривање) кугле
Кугла може још минимално да се помери после тренутка када је изгледало да се коначно зауставила услед неких несавршености код кугле или на самом столу. Осим ако ово „померање“ кугле није довело до тога да кугла упадне у рупу, ово се сматра нечим што се повремено дешава и што је уобичајено – кугла у овом случају неће бити померана на своју претходну позицију. Ако кугла услед овог „померања“ упадне у рупу, она се враћа на место најприближније својој оригиналној позицији. Ако кугла која се „смирује“ упадне у рупу непосредно пре ударца, или током самог ударца, и то има некакав утицај на извођење ударца, судија може да врати кугле на претходне позиције и да каже да се ударац понавља. Играч који је на реду да одигра свој потез не бива кажњен ако изведе ударац док се нека кугла „умирује“.

### Враћање померених кугли на њихову позицију
Ако је потребно да нека кугла буде враћена на своју претходну позицију због некаквог померања, или због чишћења кугле, судија ће то урадити најбоље што то уме и зна. Играчи морају да прихвате судијину одлуку о позицији кугле која је враћена на своју претходну позицију.

### Спољашњи утицаји
Када се током извођења ударца појаве спољашњи фактори који утичу на исход ударца, судија ће вратити кугле на њихове позиције пре тог ударца и ударац ће бити поновљен. Ако спољашњи фактори нису имали утицаја на исход ударца, судија ће кугле које су померене вратити на њихова претходна места пре ударца и игра ће бити настављена. Ако кугле не могу да буду враћене на своје претходне позиције сматраће се да је дошло до „пат“ позиције на столу.

### Оспоравање судијских одлука и указивање на непоштовање прописаних правила
Ако играч мисли да је судија донео погрешну одлуку, он може да предложи судији да преиспита своју одлуку, али судијина одлука је последња и она се мора поштовати. Ипак, ако играч мисли да судија не примењује постојећа правила на одговарајући начин, он може захтевати да суђење обави особа делегирана од стране (савеза) да се позабави ситуацијама када се играч жали на неку судијску одлуку. Судија ће прекинути игру док се жалба обрађује. Фаулови морају да буду досуђени одмах.

### Предаја меча
Ако играч преда меч, то значи да је изгубио меч. Нпр. Ако играч током меча одврне свој штап, док је његов противник за столом и током противниковог одлучујућег „rack-а“ у мечу, то ће се сматрати за предају меча.

### Пат позиција
Ако судија уочи да нема напретка у току партије (да се на столу не види да се дешава било шта што би могло довести до краја партије, судија може да прогласи „пат“ позицију на столу и играчи тада имају право на по још три потеза. Ако и после та три потеза судија види да се и даље не напредује ка завршетку партије, он ће прогласити „пат“ ситуацију. Ако то оба играча прихвате, они могу да се сложе са „пат“ ситуацијом на столу и без коришћења права на још додатна три потеза. Процедура у случају „пат“ ситуације на столу је прописана у оквиру правила сваке појединачне игре.

## Осмица
Осмица се игра са петнаест циљних кугли и белом куглом. Играч мора прво убацити све кугле из своје групе (или кугле од броја један до броја седам, или кугле од броја девет до броја петнаест) пре него што покуша да убаци куглу број осам. У овој игри потези се најављују.

### Одређивање ко има предност извођења почетног ударца (брејка)
Играч који је успешнији у „ближењу“ кугле има могућност да бира ко ће извести почетни ударац (брејк). Ближење кугле да би се одредило ко ће имати предност почетног ударца. Уобичајени модел је наизменични брејк .

### Слагање кугли за игру „осмица“
Код ове игре петнаест кугли се слажу унутар троугла тако да су све кугле што више прилепљене једна уз другу, кугла на врху троугла се ставља на задњу тачку (фоот спот) а кугла број осам у средину троугла. У последњем реду кугли, кугле које се налазе скроз лево или скроз десно морају бити из различитих група (једна пуна и једна шарена) Преостале кугле се ређају у троуглу без икаквог редоследа или намере.

### Почетни ударац (break)
Следећа правила се односе (примењују) на почетни ударац:
1. Бела кугла може да се постави било где иза основне линије,
2. Потез се не најављује и бела кугла не мора прво да удари неку одређену куглу у троуглу,
3. Ако играч убаци куглу из почетног ударца и не направи фаул, он наставља да игра и сто је после исправног почетног ударца (брејка) отворен,
4. Ако током брејка ниједна кугла није убачена, најмање четири кугле морају да ударе о једну или више мартинела, у супротном сматраће се да је брејк био неправилан и следећи играч има могућност да:
  - Да прихвати ситуацију на столу или,
  - Да се кугле поново сложе у троугао и да он има брејк или,
  - Да се кугле поново сложе у троугао и да играч који је првобитно имао брејк у том реку поново „разбија;
5. Убацивање кугле број осам током почетног ударца (брејка) није фаул и играч који је је имао брејк у том реку има могућност да:
  - Да се кугла број осам врати на њено место на столу а да све остале кугле остану где јесу или,
  - Да играч понови почетни ударац (брејк);
6. Ако играч који је имао брејк убаци куглу број осам, али му у рупу упадне и бела кугла, његов противник имам следеће две могућности:
  - Кугла број осам се ставља на њено место на столу и играч може да белу куглу постави на било коју позицију иза основне линије или,
  - Понавља се почетни ударац;
7. Ако током „брејка“ нека од кугли из две групе (пуне или шарене) излети са стола, то је фаул и кугла која је излетела са стола се не враћа у игру (осим кугле број осам која се враћа на своје место на столу) и играч који је на потезу има могућност да:
  - Да прихвати ситуацију на столу каква јесте или
  - Или да постави белу куглу на било коју позицију иза основне линије и да одатле игра;
8. Ако играч који има брејк направи било какав фаул који није већ описан, играч који је следећи на реду има могућност да:
  - Прихвати ситуацију на столу каква јесте или
  - Да белу куглу стави на било коју позицију иза основне линије и да одатле игра.

### Отворен сто/Одабир групе кугли
Пре него што играчи одаберу своје групе кугли, за сто се каже да је „отворен“ и пре сваког свог потеза играч мора да најави коју куглу гађа. Ако играч на правила начин убаци куглу коју је најавио, кугле из те групе постају његове и његов противник добија другу групу кугли. Ако не успе да убаци најављену куглу на легалан начин, сто остаје отворен и други играч је на потезу. Док је сто „отворен“ играч може прво да погоди било коју од кугли, осим кугле број осам.

### Наставак играња
Играч остаје за столом све док на легалан начин убацује кугле, односно осваја ту партију (рек) када убаци куглу број осам.

### Потези који морају да се најављују
Сваки ударац, осим брејка, мора да се најави. Играч може да најави куглу број осам тек пошто је убацио све кугле из своје групе. Играч може да најави „сејфти“ ударац и после тога је његов противник на реду да игра, а свака кугла која је убачена током „safety“ ударца се не враћа на сто.

### Враћање кугли у игру
Ако је кугла број осам убачена у рупу током почетног ударца или излети са стола, такође током почетног ударца, она се враћа на своје место на столу, или ће све кугле поново бити сложене у троугао.

### Губитак партије
Играч губи партију у следећим случајевима:
1. Направи фаул док убацује куглу број осам,
2. Убаци куглу број осам пре него што је убацио све кугле из своје групе,
3. Убаци куглу број осам у рупу коју није најавио или,
4. Избаци куглу број осам са стола.

Ово се не односи на почетни ударац (брејк).

### Стандардни фаулови
Ако играч направи фаул, на ред да игра долази његов противник. Противник добија могућност да белу куглу стави на било коју позицију на столу и да одатле игра. Побројани фаулови се сматрају за стандардне у игри „осмица“:
1. Бела кугла излети са стола,
2. Бела кугла је прво ударила куглу која није на реду. Прва кугла коју бела кугла може да удари мора да припада играчевој групи кугли, осим када је сто отворен
3. Ниједна кугла није додирнула мартинелу после контакта беле и циљане кугле,
4. Играч, током извођења ударца, не додирује макар једном ногом под,
5. Кугла је излетела са стола,
6. Кугле које се додирују (које су приљубљене једна уз другу),
7. Двоструки ударац, кугле прилепљене уз мартинелу,
8. Пуш ударац,
9. Кугле се и даље померају,
10. Бела кугла је стављена на погрешно место,
11. Неправилна игра иза основне линије,
12. Штап остављен на столу,
13. Играње када ниси на реду,
14. Спора игра.

### Озбиљни фаулови
Фаулови побројани се кажњавају губитком партије која jе у току. У случају неспортског понашања судија ће изрећи казну која је у складу са природом прекршаја.

### Пат позиција
Ако дође до пат позиције играч који је по распореду имао брејк у тој партији ће поновити почетни ударац (брејк).